# Besokatra
Besokatra – rzeka w północnej części Madagaskaru, w regionie Diana i Sava. Jej źródła znajdują się w Parku Narodowym Montagne d'Ambre, w pobliżu miasta Joffreville, wpada do Oceanu Indyjskiego. Zaopatruje miasto Antsiranana.